# Олигодендроглиома
Олигодендроглиома (олигодендроцитома, ОДГ) — глиальная опухоль головного мозга, возникающая из олигодендроцитов. Может встречается в любом возрасте, но преимущественно диагностируется у взрослых, большинство заболевающих — мужчины (соотношение 3/2). Составляет около 3% всех опухолей головного мозга. Растет медленно, в белом веществе полушарий большого мозга, может достигать больших размеров. Локализуются в основном вдоль стенок желудочков, проникая в их полость, прорастает в кору большого мозга, редко встречается в мозжечке, в зрительных нервах, стволе мозга. Опухоль бледно-розового цвета с чётко выраженными границами. Внутри опухоли часто образуются кисты. Наиболее характерным для олигодендроглиомы является экспансивно-инфильтративный рост. Характерно длительное, порой более 5 лет, бессимптоматическое течение опухоли до постановки диагноза. Олигодендроглиоме присуща потеря гетерозиготности хромосомы 19q.
Олигодендроцитому диагностируют и удаляют хирургическим путём или с применением радиохирургии, например, системы Кибер Нож. Для обнаружения опухоли делают компьютерную томографию (КТ) и магнитно-резонансную томографию (МРТ). Отличительным признаком олигодендроглиом от других глиом является наличие петрификатов в опухоли. Примерно треть больных выживают в течение 5 лет после установления диагноза.

## Виды олигодендроглиом

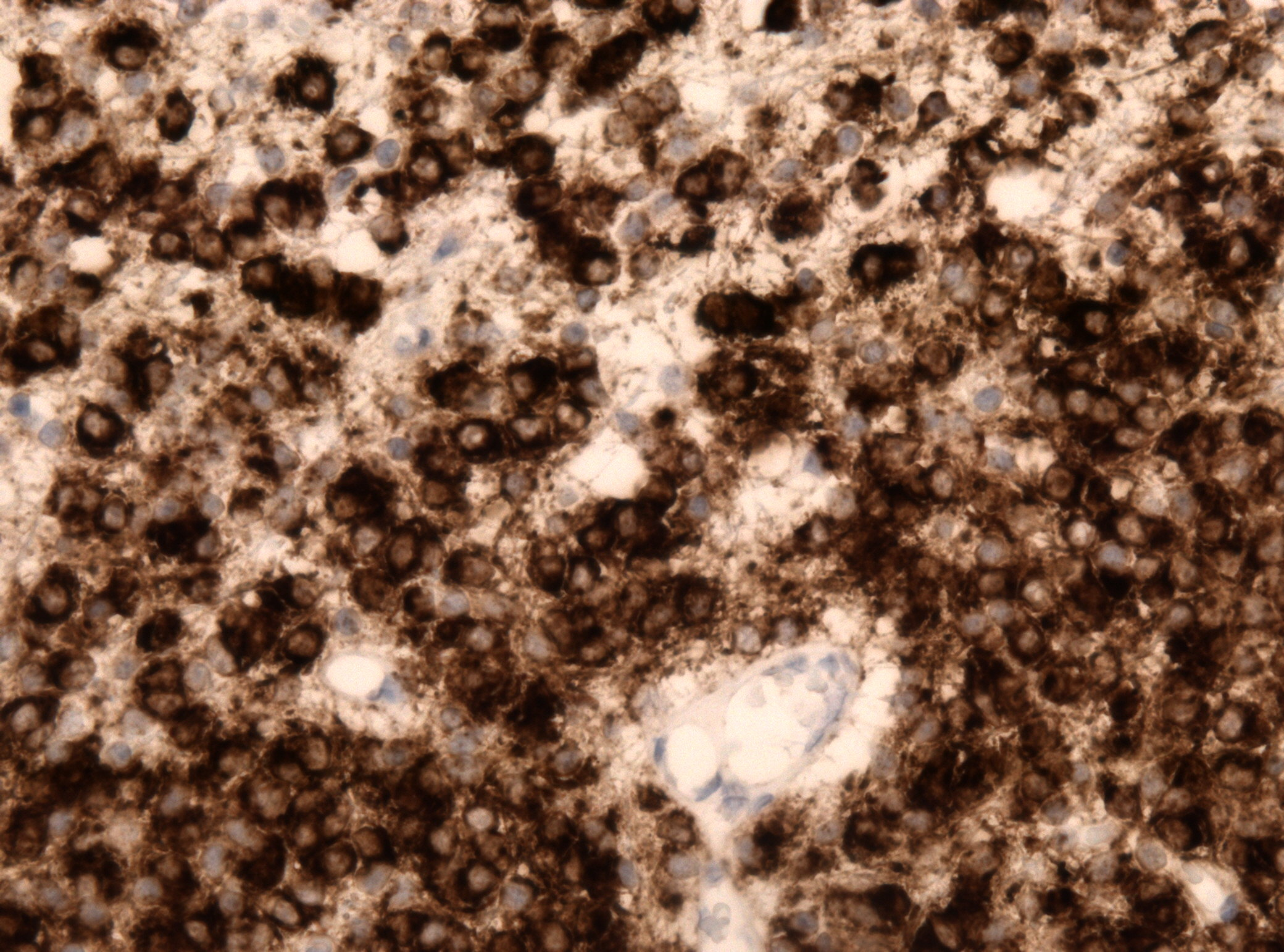
IDH1 R132H при анапластической ологодендроглиоме

- олигодендроглиома (II степень злокачественности);
- анапластическая олигодендроглиома (III степень злокачественности);
- смешанная олигоастроцитома (III степень злокачественности), впоследствии трансформируется в глиобластому.

Олигодендроглиом I степени злокачественности не существует.

## Гены
Развитие олигодендроглиомы высокой степени агрессивности связано с мутацией в гене TCF12, как показало исследование ученых из Института исследований рака (Institute of Cancer Research, Великобритания). В ходе эксперимента генетическую последовательность 134-х олигодендроглиом сравнили с ДНК нормальных клеток. Мутации этого гена были обнаружены в 7,5% олигодендроглиом. Опухоли с мутацией в гене TCF12 росли быстрее, а также были более агрессивны в других отношениях, по сравнению с теми, в которых ген TCF12 имел нормальную последовательность.
Также у пациентов с олигодендроглиомами часто обнаруживаются мутации гена CIC, кодирующего транскрипционный репрессор капикуа.

## Симптомы
Основными симптомами опухоли являются:
- судороги;
- головная боль;
- эпилептические припадки;
- гемипарез.

## Лечение
Основой лечения олигодендроглиом является хирургическое вмешательство. В последнее время набирает популярность радиохирургическое лечение олигодендроглиом на системе "Кибер Нож". При операции опухоль может быть полностью удалена. После операции проводят химиотерапия и лучевую терапию.
В 2024 г. был одобрен ворасидениб.

## Прогноз
Средний безрецидивный период для олигодендроглиомы при полном комплексном лечении составляет примерно 5 лет, а 10-летняя выживаемость приблизительно равна 30–40%.